# استان تبوک
استان تبوک (به عربی: منطقة تبوک)، نام استانی است در غرب کشور عربستان سعودی واقع در شبه جزیره عربستان است. ساکنان آن مسلمان اهل سنت
این استان از غرب به دریای سرخ و از شمال به کشور اردن و از شرق به استان جوف و استان حائل و از جنوب به استان مدینه محدود می‌شود
تبوک منطقه ای نیمه بیابانی است اما در زمستان ها در شمال این استان و در جبل اللوز برف میبارد و تنها منطقه عربستان است که در ان برف میبارد.

## نگارخانه

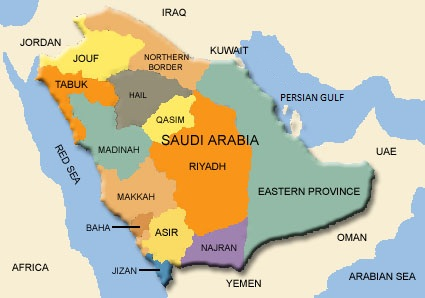
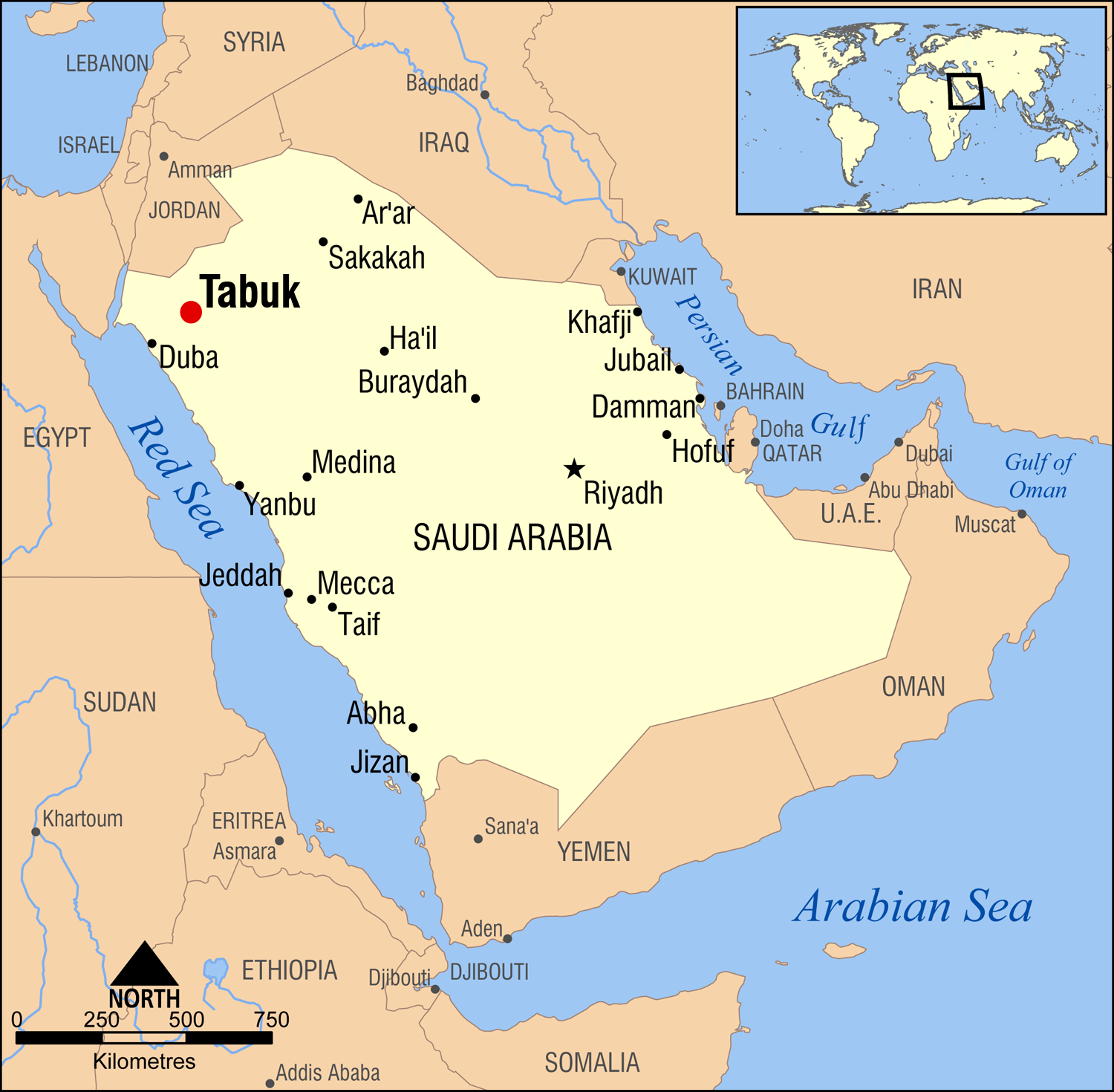

## شهرها
- تبوک (Tabuk)
- نیوم (Neom)
- تیماء (Tayma)
- ضباء (Duba)
- أملج
- حقل (Haql)
- الوجه (Al Wajh)
- البدع
- حالة عمار أو حارة عمار
- بئر بن هرماس
- شرماء
- القلیبة